# Sabritas

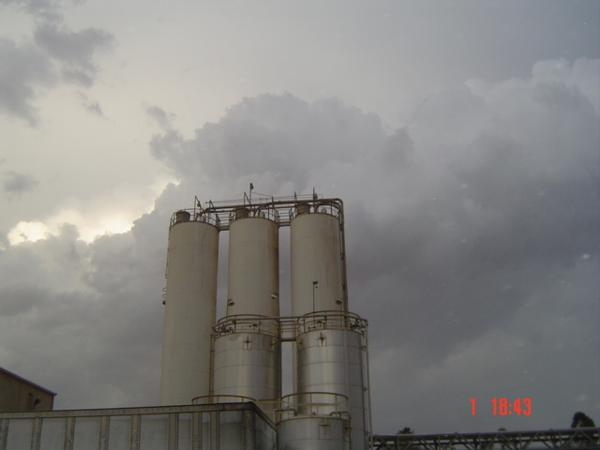
Silos en sabritas Mexicali panoramio.

Sabritas, S. de R.L. de C.V., o simplemente Papas Sabritas, es una empresa subsidiaria mexicana de la empresa estadounidense PepsiCo; Sabritas fue fundada en 1943 en la Ciudad de México. Sabritas es también la versión mexicana de la empresa de snacks estadounidense Frito-Lay, por lo que son similares en el logotipo y en los productos que se distribuyen a nivel mundial y nacional. Es una empresa agroindustrial que opera en el mercado de snacks y alimentos.

## Historia
Sabritas fue fundada en el año de 1943 por Pedro Marcos Noriega como Golosinas y Productos Selectos en la Ciudad de México. Se producen y venden las papas fritas, frituras de maíz y aperitivos, sin embargo, se basó en una red de distribución pequeña, que en su mayoría se basaba en transportar y vender en bicicleta. El nombre es una contracción de "sabrosas y fritas".

Logo de Sabritas

Las papas de Sabritas son uno de los productos que se han posicionado a nivel mundial como una de las más conocidas y que es preferida por muchos de los consumidores, tienen gran popularidad en Estados Unidos, donde se comercializan bajo en nombre de Lay's.
En 1966, un año después de que Frito-Lay y Pepsi-Cola Company se fusionaran para formar Pepsico, Sabritas fue adquirida. A partir de ese entonces, se inició la modernización de sus procesos y la ampliación de su canal de distribución.
El 21 de marzo de 1968, abrió su primera planta en la colonia Industrial Vallejo, en la Ciudad de México, después, en 22 de septiembre de 1972, abre su segunda planta en Guadalajara, Jalisco, en 15 de noviembre de 1980 la tercera abre en Saltillo, Coahuila, en 1991 abre dos nuevas plantas en Ciudad Obregón, Sonora y en Mexicali, Baja California, esta última inicialmente para exportar hacia los Estados Unidos, en lo cual, ya después la empresa se expande a otros países, ya que en 1996 abre una planta en Mission, Texas, Estados Unidos, en 1999 abre una enorme planta en Ixtaczoquitlán, Veracruz y por último, en 2003 abre la segunda planta en Mexicali, Baja California, para atender la demanda del mercado estadounidense.

### Alegro Internacional
En 1982, Sabritas lanza negocios de confitería y cacahuates al que llaman "Sonric's" (una contracción de "Son ricos dulces") y "Mafer", de como una forma de expandir su línea de productos con los caramelos y los cacahuates, y como respuesta a la demanda baja debido a la contracción del poder económico.

### Actualidad
Sabritas es la marca bajo la cual las marcas de Pepsico y los productos de Frito-Lay en México son su propiedad debido a que en 1966, PepsiCo invierte en la empresa, por ejemplo, Cheetos, Fritos, Doritos y Ruffles. Sabritas es también el nombre de las papas fritas en México, ya que en los Estados Unidos, el producto se llama "Frito-Lay". Tiene también varios productos locales como Crujitos, Rancheritos, Churrumais y Sabritones. Sabritas controla alrededor del 80% del mercado de botanas en México, mientras que el principal competidor de la compañía, Barcel (de Grupo Bimbo), tiene 12% del mismo.
En 2011, Sabritas lanzó una campaña publicitaria denominada "Sabritas te quiere ver sonreír". Parte de ella consistió en una estrategia de medios masivos, así como una activación BTL, la cual se enfocó en lanzar productos de la firma desde 70 metros de altura, gracias a un globo aerostático. De esta forma, más de 200 mil bolsas de producto cayeron de manera suave al suelo, gracias a pequeños paracaídas ajustados en la parte trasera de las mismas.
En 2012, fue reconocida por obtener el tercer lugar en el reporte "Empresas con Mejor Reputación de México", realizado por el Reputation Institute e Inmark México.
Sabritas cuenta con el galardón de Superbrands 2012-2013 otorgado por el Consejo Mexicano de Marcas.

### Competencia
La mayor competencia que Sabritas tiene es Barcel, aunque en el mercado la diferencia del porcentaje de mercado es
grandísima. El 81% del mercado es manejado por Sabritas, el 12% por Barcel y el 7 % por otros.

## FODA
Medios externos
Amenazas
- Dieta alimenticia más saludable.
- Competencia directa e indirecta.
- Escasez de mano de obra cualificada.
- Inestabilidad económica.

Oportunidades
- Crecimiento de la demanda.
- Penetración en otros mercados.
- Nuevas tecnologías.
- Comercio electrónico.

Medios internos
Fortalezas
- Presencia a nivel mundial.
- Calidad de los productos.
- Eficiencia operativa.
- Operación financiera sólida.
- Alto valor de marca.

Debilidades
- Desaceleración del volumen de producción.
- Entorno de consumo frágil en alguna parte del mundo.
- Productos perecederos.
- Cultura organizacional débil.

Factores críticos para lograr el éxito
- Los empleados deben poseer las habilidades que su puesto de trabajo le solicitó.
- La empresa debe dar mantenimiento constante y actualizado de las instalaciones y equipamientos de seguridad.
- La empresa debe realizar capacitación a sus empleados para mantener y mejorar la eficiencia del trabajo.
- La empresa debe estar actualizada en normativas y las condiciones del estado del mercado en el que participa.

Visión del futuro
- Ser una empresa sustentable, altamente productiva y plenamente humana.

## Productos más conocidos
- Sabritas
- Fritos
- Cheetos
- Doritos
- Ruffles
- Tostitos
- Sabritones

### La era de los «Flamin' Hot»
A partir del 2018, Cheetos hizo innovación de sus presentaciones disponibles, algunas tuvieron éxito, otros sabores se renovaron o simplemente desaparecieron, en 2005, salió Cheetos "Flamin' Hot", que permaneció mucho tiempo disponible debido a lo picoso que era el producto aunque se descontinuaron en 2006. En 2009, regresa el producto, pero ya después, salen varios productos de "Flamin' Hot" como Doritos, Crujitos, Tostitos, Kkwates y más tarde también salen las versiones picantes de productos Sabritas y Ruffles aparte de Cheetos, creando la primera línea de productos de mismo sabor. Posteriormente la competencia Barcel lanza el mismo sabor bajo el nombre de "Fuego" sobre los productos como Takis, Chip´s y Hot Nuts. En 2019 regresó Crujitos Flamin' Hot.

## Tazos
Los tazos son pequeños juguetes de plástico incluidos en las envolturas de las frituras a manera promocional, fueron creados a finales de los 80 (1989) y en los años 90, forma circular con números, se juegan lanzando abajo después de hacer la gran torre y chocar contra tazos, en el año 2002 los tazos están hechos de metales conocidos como "Metalix", de plata "Silver", de plástico con Nylon es "Cristal", los Tazos más grandes son "Gigas" y los metales que tiene el diseño oculto que aparecen con la energía solar es "Solar" estos Tazos no sólo salen en Sabritas, sino en Ruffles, Doritos, Cheetos, Frito's y Rancheritos.

### Tazos históricos de Sabritas
- Looney Tunes - 1994, anunciados por la entonces actriz adolescente Angélica Vale (100 tazos)[3]
- Tiny Toons en holograma - 1994
- Gira tazos Looney Tunes - 1994
- Tazos armables de Hanna-Barbera y Los Simpsons - 1995
- Caballeros del Zodiaco - 1995
- Dinosaurios - 2000 - (51 tazos)
- Pokémon tazos 1 - 2000 - (51 tazos)
- Pokémon tazos 2 - 2000 - (130 tazos)
- Pokémon tazos 3 - 2001 - (88 tazos)
- Medabots - 2003 - (140 tazos: 70 Metalix y 70 Clásicos)
- Anima2: Dragon Ball, Dragon Ball Z y Dragon Ball GT - 2003 - (45 tazos)
- Dragon Ball Z - 2003 - (60 tazos Metalix)
- Yu-Gi-Oh! 10 aniversario - 2004 (100 tazos + 1 Especial)
- ¡Mucha Lucha! - 2005 - (150 tazos)
- ¡Mucha Lucha! 2: La Revancha - 2005 (180 tazos)
- Open Season: Amigos Salvajes - 2006 - (15 mega tazos Cheetos Sorpresa)
- La Era de Hielo 2 - 2006 - (15 mega tazos Cheetos Sorpresa)
- Los Simpson - 2006 - (144 tazos)
- Shrek tercero - 2007 - (15 mega tazos)
- Bob Esponja - 2007 - (163 tazos)
- Pokemón tazos 4 - 2007 y 2008 - (235 tazos)
- El Tigre: las Aventuras de Manny Rivera - 2008 - (200 tazos)
- WWE - 2009 - (176 tazos)
- Nickelodeon - 2010 - (195 tazos)
- Funki Punky Extremo Tazos (en asociación con Gamesa) - 2011 - (278 tazos) Algunos tazos eran para la promoción de los Wiwichus, salen entre la época de los tazos de Funki Punky, esto en asociación con Pepsi, donde en esa época de año, se desarrolla la promoción navideña denominada como Wiwichus.com).
- Vuela-tazos Angry Birds - 2012 - (240 tazos) (en asociación con Grupo Gamesa), con motivos de aniversario del juego y distribución del mismo en México a través de los productos de la familia PepsiCo (Pepsi, Sabritas, Gamesa y Sonric's).
- Q-Bi Tazos La Era De Hielo 4 - 2012 - (300 tazos)
- Los Simpson - 2012 - (304 tazos)
- Angry Birds: Space - 2012 - 2013 - (302 tazos)
- Plants Vs Zombies - 2013 - (309 tazos)
- Vuela-tazos Cartoon Network - 2013 - (180 tazos)
- Super Funki Punky - 2013 - (236 tazos)
- Tazos 20 aniversario: Bob esponja, WWE Y Looney Tunes - 2014 - (150 tazos)
- Sabritas Edición 75 años, una edición Retro para conmemorar los 75 años de la empresa - 2018
- Colección de tazos con forma de balones de la Liga de Campeones de la UEFA - 2019
- Dragon Ball Super Colección de 100 Tazos + 8 Xferas del Dragón (Presenta 40 variantes en Prismáticos) - 2019

Es conveniente mencionar que hubo un periodo donde, en vez de Tazos, las bolsas de Sabritas contenían "Yokos", con personajes de series como Ranma ½, Dragon Ball y Yu-Gi-Oh!. Los Yokos son del mismo material y dimensiones que los Tazos, pero con pequeñas hendiduras alrededor de los bordes (usados para armar diversas figuras) y no tienen forma circular; por ejemplo los de Dragon Ball son cuadrados, mientras que los de Ranma ½ y Yu-Gi-Oh! son triangulares.

## Spinners
Son juguetes de plástico creados en los años 2000, también con números, se juegan armándolos y girándolos para chocar entre ellos hasta quedar inactivos. Algunos diseños son iguales a los Tazos, pero hay tres tipos de spinners. Estos spinners no sólo salen en Sabritas, sino en Ruffles, Doritos, Fritos, Rancheritos y Tostitos.

### Lista histórica de los spinners de Sabritas
- Marvel Comics 2002 (primera promoción que salió de Spinners que era de 100. Salieron en las bolsas de sabritas pero salieron después en los "Paketines" de Gamesa.)
- DC Comics 2003 (segunda promoción que salió de Spinners bajo el nombre de "Spinners 2". Debido al éxito de los Spinners de Marvel Comics, se decidió sacar de la serie animada insignia de DC Comics Liga de la Justicia)
- Spinners de Danny Phantom 2007
- Spinners de Naruto 2009 (con un total de 210 Spinners)

## Atentados en Sabritas
El 1 de junio de 2012, ocurrieron atentados en las bodegas de la empresa ubicadas en los municipios de Apatzingán y Uruapan en Michoacán, provocando un incendio en varios camiones repartidores.
En los estados de Guanajuato y Michoacán, varios hombres armados quemaron varios vehículos y varias bodegas de Sabritas el 25 de mayo del 2012, hubo pérdidas en productos que estaban en las bodegas y camionetas consideradas como "totales" ya que fueron quemadas. En Guanajuato, en Celaya donde está una bodega de Sabritas, los agresores fueron capturados horas después, confesaron que pertenecen a un cártel y quedaron vinculados con actos de extorsión a la empresa. Esto ya podría afectar inversiones al país en que algunas empresas de otros países pudieran considerar.